# دودمان قاجار
دودمان قاجار یا سلسله قاجار یا قاجاریان نام سلسله‌ای ایرانی است که از حدود سال ۱۱۷۵ تا ۱۳۰۴ بر ایران قاجاری به مدت حدود صد و سی سال فرمان راندند. بنیان‌گذار این سلسله آقامحمدخان قاجار بود. سردودمان قاجاریه مربوط به یکی از طایفه‌های ترکمان ایران به نام ایل قاجار بود که بر اثر یورش مغول از آسیای مرکزی به ایران مهاجرت کردند. آنان ابتدا در پیرامون ارمنستان ساکن شدند. ایل قاجار یکی از هفت ایل اصلی قزلباش بود که شاه اسماعیل یکم به یاری توان نظامی آن‌ها دودمان صفویان را بنیان نهاد و به دلیل کمک‌های بزرگی که به دربار صفوی می‌نمود، قدرت بیشتری یافت. شاه عباس بزرگ یک دسته از آنان را در استرآباد (گرگان امروزی) ساکن کرد.
در دوران پادشاهی شاهان قاجار به استثناء بازپس‌گیری برخی سرزمین‌های متعلق به ایران در ناحیه شرق و غرب در زمان آقامحمدخان قاجار، طی عهدنامه‌های مختلف بر اثر شکست در جنگهای مختلف به ویژه در دوران فتحعلی‌شاه و ناصرالدین‌شاه، مناطقی از خاک کشور، تحت فشار روسیه تزاری ، بریتانیا و عثمانی از محدودهٔ زمام‌داری ایران جدا گردید.
خاندان قاجار یکی از خانواده‌های دارای زیرشاخه‌های نسبتاً زیاد در ایران محسوب می‌گشت و آخرین دودمان پادشاهی ترک‌زبان تاریخ ایران از این خاندان بود. اعضای این خاندان از نوادگان شاهزادگان قاجار هستند. پس از اجباری شدن نام خانوادگی و شناسنامه در دورهٔ رضاشاه، هرکدام از شاخه‌های این خانواده نامی انتخاب کردند که اغلب برگرفته از نام یا لقب شاهزاده‌ای بود که نسب خود را به او می‌رساندند. اکنون بسیاری از نوادگان قاجار در ایران، جمهوری آذربایجان، اروپا و آمریکا زندگی می‌کنند.
تجارت خارجی ایران در دوره قاجار (به ویژه سده نوزدهم میلادی) به سرعت رشد کرد. بین سالهای ۱۸۰۰ و ۱۹۱۴، کل تجارت قابل مشاهده (ارقام ترکیبی برای واردات و صادرات) احتمالاً از ۲٫۵ میلیون به ۲۰ میلیون پوند استرلینگ (به قیمت فعلی) افزایش یافته است.

## پیشینه ایل قاجار
سردودمان قاجاریه مربوط به یکی از طایفه‌های ترک اوغوز در شمال شرق ایران به نام ایل قاجار بود که از آسیای میانه به ایران آمدند. آنان ابتدا در پیرامون ارمنستان ساکن شدند که شاه عباس بزرگ یک دسته از آنان را در استرآباد (گرگان امروزی) ساکن کرد و حکومت قاجاریه نیز از قاجارهای استرآباد تشکیل یافته است. قبیله قاجار یکی از قبایل ترک قزلباش بود، که ارتش صفوی محسوب می‌شدند. پس از حمله مغول به ایران و بین‌النهرین، قاجارها نیز به همراه چند طایفه ترکمان و تاتار دیگر به شام (سرزمین) و آناتولی کوچیدند.
هنگامی که تیمور گورکانی به این ناحیه تاخت، قبایل ترک بسیاری از جمله قاجارها و دیگر کوچندگان را به بند کشید و قصد بازگرداندن آن‌ها به آسیای میانه را داشت؛ ولی آن‌ها به خواهش خواجه علی سیاهپوش — صوفی خانقاه صفوی — آزاد شدند که این موضوع باعث شیعه شدن آنان و ارادتشان به خاندان صفوی شد. پس از آن قاجارها یکی از سازندگان سپاه قزلباش شدند.
ایل قاجار ابتدا در شمال رود ارس ساکن بود و در آن زمان به دلیل کمک‌های بزرگی که به دربار صفوی می‌نمود، قدرت بیشتری یافت و سپس شاه عباس یکم دسته‌ای از آنان را به غرب استرآباد و دشت گرگان کوچاند تا به عنوان سدی در برابر حملات پیاپی قبایل ترکمن و ازبک عمل کنند. ایل قاجار در استرآباد به دو شاخه تقسیم شدند. شاخهً بالای رود گرگان به یوخاری‌باش (بالادستی) و شاخه پایین رود گرگان به آشاغی باش (پایین دستی) معروف شدند. حکومت قاجاریه از ایل آشاغی باش تشکیل یافت.

### ریشه نام قاجار
در حقیقت واژه قاجار از نام یکی از فرماندهان سپاه چنگیزخان مغول به نام قاچار نویان گرفته شده است واژه قاجار عربی شده واژه ترکی (قاچار) است قاچ + ار:به معنی دونده یا کسی که خوب می‌دود. (قاچار در ترکی به معنی دونده است) همانند واژه قاچاقی که از یک ریشه هستند. پس قاچار نویان که نام قاجارها از وی گرفته شده است یعنی نویانی که تند می‌دود نویان هم یک نام مغولی است.[۱۳]
نظریه دیگری وجود دارد که واژه قاجار (و خزر و هَزاره) را از ریشه کهن اوراسیایی Qasar و همخانواده اشتقاقی با واژه‌های کهن قیصر، سزار، کایزر و خسرو دانسته است.

## تلاش برای پادشاهی
پس از شورش افغان‌ها و فروپاشی حکومت صفویان شاه تهماسب دوم، پادشاه آواره صفوی، پس از مدتی به مازندران گریخت و فتحعلی‌خان قاجار خدمت وی را پذیرفت. فتحعلی خان قاجار سردار سپاه تهماسب دوم شد. اما با پیوستن نادر به سپاه تهماسب، فتحعلی خان مقام پیشینش را از دست داد و در مشهد به تحریک نادر کشته شد.
پس از فتحعلی‌خان، پسر دوازده ساله‌اش محمدحسن‌خان قاجار جای او را گرفت؛ ولی نادرشاه افشار در زمان حکومتش برای جلوگیری از به قدرت رسیدن محمدحسن‌خان که در هنگام قتل پدر ۱۲ سال بیش نداشت یوخاری‌باشها که ساکنین بالادست رود گرگان بودند را به حکمرانی منصوب کرد تا بدین ترتیب با ایجاد شکاف و چندگانگی میان طوایف قاجار، نگران ناآرامی‌های داخلی نگردد و آشاغی باش‌ها زیر نظر حکومت ایشان گردند.
پس از مرگ نادرشاه در سال ۱۱۲۶ هجری خورشیدی، طایفه قاجارهای استرآباد به سردمداری محمدحسن‌خان در پی به‌دست آوردن پادشاهی برآمدند. اما در نهایت از کریم‌خان زند شکست خوردند و محمدحسن‌خان در نبرد با سپاه صادق‌خان زند، کشته شد. فرزندان او از جمله آقامحمدخان و حسینقلی‌خان جهانسوز به عنوان گروگان در دربار زندیان نگهداری شدند. یک بار حسینقلی‌خان که از سوی کریم‌خان زند برای سرکوبی حاکم استرآباد فرستاده شده بود، در سمنان یاغی شد، ولی به دست زکی‌خان زند کشته شد.

## شاهان قاجار
| ترتیب | نگاره | نام            | آغاز پادشاهی | پایان پادشاهی | مدت حکمرانی    |
| ----- | ----- | -------------- | ------------ | ------------- | -------------- |
| ۱.    |       | آقا محمد خان   | ۱۱۷۵ / ۱۷۹۶  | ۱۱۷۶/ ۱۷۹۷    | ۱ سال          |
| ۲.    |       | فتحعلی شاه     | ۱۱۷۶/ ۱۷۹۷   | ۱۲۱۳/ ۱۸۳۴    | ۳۶ سال و ۸ ماه |
| ۳.    |       | محمد شاه       | ۱۲۱۳/ ۱۸۳۴   | ۱۲۲۷/ ۱۸۴۸    | ۱۴ سال         |
| ۴.    |       | ناصر الدین شاه | ۱۲۲۷/ ۱۸۴۸   | ۱۲۷۵/ ۱۸۹۶    | ۵۰ سال         |
| ۵.    |       | مظفر الدین شاه | ۱۲۷۵/ ۱۸۹۶   | ۱۲۸۵/ ۱۹۰۷    | ۱۰ سال         |
| ۶.    |       | محمد علی شاه   | ۱۲۸۵/ ۱۹۰۷   | ۱۲۸۸/ ۱۹۰۹    | ۳ سال          |
| ۷.    |       | احمد شاه       | ۱۲۸۸/ ۱۹۰۹   | ۱۳۰۴/ ۱۹۲۵    | ۱۶ سال         |

## نمودار سال‌شمار پادشاهی شاهان قاجار
اعداد سال خورشیدی را نشان می‌دهند:

## تعدادی از شاهزادگان معروف قاجار

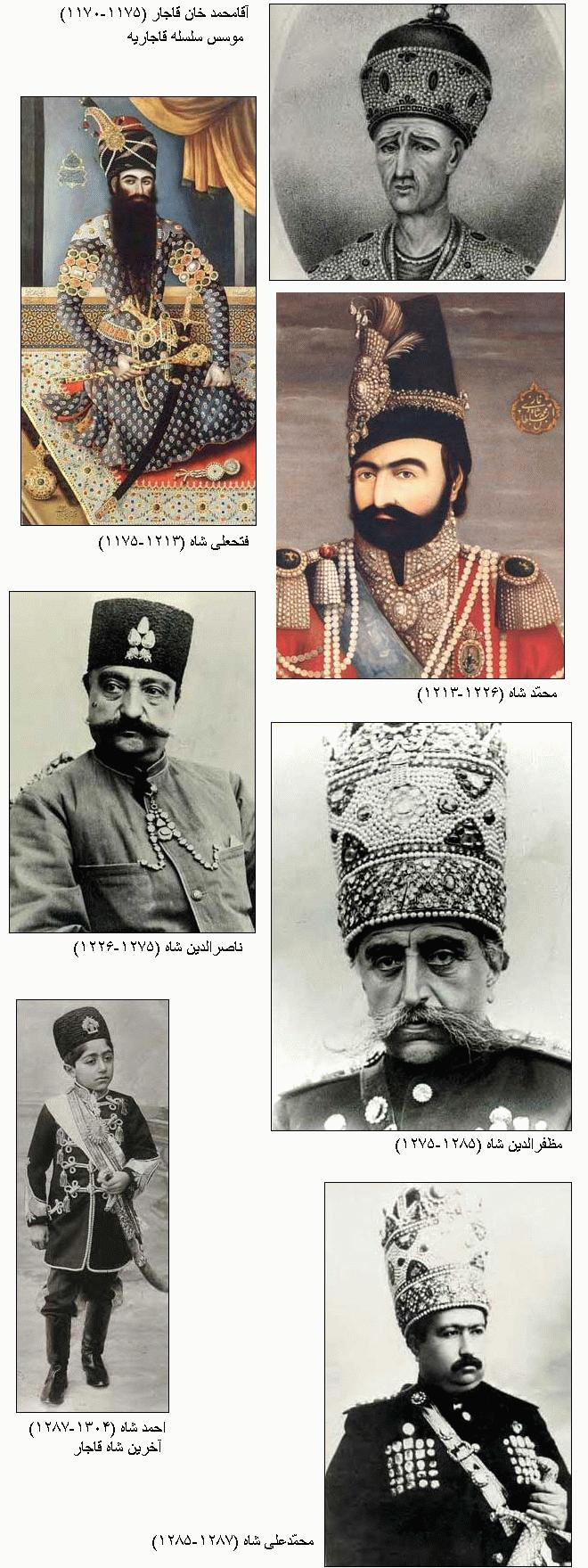
شاهان قاجار

- حسینعلی میرزا فرمانفرما
- رشیدالملک محمدتقی میرزا
- محمدعلی میرزا دولتشاهی
- مرادمیرزا حسام‌السلطنه
- تهماسب میرزا مؤیدالدوله
- عباس میرزا نایب‌السلطنه
- عباس میرزا ملک‌آرا
- حسنعلی میرزا شجاع‌السلطنه
- کامران میرزا نایب‌السلطنه
- مسعود میرزا ظل‌السلطان
- محمد میرزا کاشف‌السلطنه
- عبدالحسین میرزا فرمانفرما
- عبدالمجید میرزا عین‌الدوله
- ملک منصور میرزا شعاع‌السلطنه
- ابوالفتح میرزا سالارالدوله
- فرهاد میرزا معتمدالدوله
- حبیب‌الله میرزا
- ایرج میرزا جلال الممالک
- شیخعلی میرزا الملوک
- امام‌وردی میرزا
- ارسلان میرزا قوانلو قاجار